# Kraig
Kraig è una frazione (comune catastale) di 573 abitanti del comune austriaco di Frauenstein nel distretto di Sankt Veit an der Glan, in Carinzia, del quale è capoluogo.
Già comune autonomo, era stato istituito nel 1899 con la scissione del comune soppresso di Pfannhof nei due nuovi comuni di Kraig e Meiselding; nel 1973 è stato accorpato agli altri comuni soppressi di Obermühlbach e Schaumboden e a parte di quelli di Pisweg e Sankt Georgen am Längsee per costituire il nuovo comune di Frauenstein, mentre Meiselding è stato accorpato a Mölbling.